# División de Honor 1997-1998 (calcio a 5)
La División de Honor 1997-1998 è stata la 9ª edizione del massimo torneo di calcio a 5 spagnolo. Organizzata dalla Liga Nacional de Fútbol Sala, la stagione regolare è iniziata il 13 settembre 1997 e si è conclusa il 9 maggio 1998, prolungandosi fino al 28 giugno con la disputa dei play-off.

## Stagione regolare

### Classifica
|  | Pos. | Squadra             | Pt | G  | V  | N | P  | GF  | GS  | DR  |
|  | ---- | ------------------- | -- | -- | -- | - | -- | --- | --- | --- |
|  | 1.   | Segovia             | 75 | 32 | 23 | 6 | 3  | 125 | 77  | +48 |
|  | 2.   | ElPozo Murcia       | 74 | 32 | 23 | 5 | 4  | 174 | 95  | +79 |
|  | 3.   | Interviú            | 73 | 32 | 23 | 4 | 5  | 160 | 102 | +58 |
|  | 4.   | CLM Talavera        | 66 | 32 | 21 | 3 | 8  | 165 | 97  | +68 |
|  | 5.   | Playas de Castellón | 60 | 32 | 18 | 6 | 8  | 135 | 91  | +44 |
|  | 6.   | Jerez               | 46 | 32 | 13 | 7 | 12 | 105 | 104 | +1  |
|  | 7.   | Industrias García   | 45 | 32 | 13 | 6 | 13 | 141 | 146 | -5  |
|  | 8.   | Valencia            | 44 | 32 | 13 | 5 | 14 | 124 | 132 | -8  |
|  | 9.   | Carnicer Torrejón   | 41 | 32 | 12 | 5 | 15 | 131 | 140 | -11 |
|  | 10.  | Rías Baixas         | 40 | 32 | 12 | 4 | 16 | 116 | 125 | -9  |
|  | 11.  | Maspalomas          | 38 | 32 | 11 | 5 | 16 | 90  | 106 | -16 |
|  | 12.  | Martorell           | 36 | 32 | 11 | 3 | 18 | 94  | 132 | -38 |
|  | 13.  | Astorga             | 32 | 32 | 9  | 5 | 18 | 107 | 129 | -22 |
|  | 14.  | Jaén                | 30 | 32 | 9  | 3 | 20 | 117 | 157 | -40 |
|  | 15.  | Sol Fuerza          | 29 | 32 | 9  | 2 | 21 | 99  | 140 | -41 |
|  | 16.  | Ourense             | 25 | 32 | 7  | 4 | 21 | 95  | 143 | -48 |
|  | 17.  | Barcellona          | 24 | 32 | 7  | 3 | 22 | 97  | 159 | -62 |
|  | −    | Sego Zaragoza       | −  | −  | −  | − | −  | −   | −   | −   |

### Verdetti
- ElPozo Murcia campione di Spagna 1997-98.
- Super Sego esclusa per cessazione dell'attività agonistica con decorrenza immediata (26ª giornata)[3]. Le gare disputate in precedenza dalla società non sono state considerate valide ai fini della classifica. Nelle rimanenti partite, le squadre che avrebbero dovuto affrontarla hanno osservato un turno di riposo.
- Barcellona e Ourense retrocessi in División de Plata 1998-99.

## Play-off
I play-off valevoli per il titolo nazionale si sono svolti tra il 16 maggio e il 28 giugno 1998. Il regolamento prevede che i quarti di finale e le semifinali si giochino al meglio delle tre gare mentre la finale al meglio delle cinque.

### Tabellone
|  | Quarti di finale | Quarti di finale    | Quarti di finale | Quarti di finale | Quarti di finale |   |                   | Semifinali   | Semifinali | Semifinali | Semifinali | Semifinali |  |  | Finale | Finale        | Finale | Finale | Finale | Finale | Finale |
|  |                  |                     |                  |                  |                  |   |                   |              |            |            |            |            |  |  |        |               |        |        |        |        |        |
|  | 6                | Jerez               | 3                | 6                | –                |   |                   |              |            |            |            |            |  |  |        |               |        |        |        |        |        |
|  | 3                | Interviú            | 4                | 6                | –                |   |                   |              |            |            |            |            |  |  |        |               |        |        |        |        |        |
|  | 3                | Interviú            | 4                | 6                | –                |   | 3                 | Interviú     | 2          | 3          | –          |            |  |  |        |               |        |        |        |        |        |
|  |                  |                     |                  |                  |                  |   | 3                 | Interviú     | 2          | 3          | –          |            |  |  |        |               |        |        |        |        |        |
|  |                  | 2                   | ElPozo Murcia    | 4                | 6                | – |                   |              |            |            |            |            |  |  |        |               |        |        |        |        |        |
|  | 7                | 2                   | ElPozo Murcia    | 4                | 6                | – | Industrias García | 6            | 2          | –          |            |            |  |  |        |               |        |        |        |        |        |
|  | 7                |                     |                  |                  |                  |   | Industrias García | 6            | 2          | –          |            |            |  |  |        |               |        |        |        |        |        |
|  | 2                | ElPozo Murcia       | 7                | 4                | –                |   |                   |              |            |            |            |            |  |  |        |               |        |        |        |        |        |
|  |                  |                     |                  |                  |                  |   |                   |              |            |            |            |            |  |  | 2      | ElPozo Murcia | 5      | 4      | 2      | 4      | 4      |
|  |                  |                     | 4                | CLM Talavera     | 0                | 2 | 5                 | 5            | 2          |            |            |            |  |  |        |               |        |        |        |        |        |
|  | 5                | Playas de Castellón | 6                | 2                | 3                |   |                   |              |            |            |            |            |  |  |        |               |        |        |        |        |        |
|  | 4                | CLM Talavera        | 4                | 5                | 4                |   |                   |              |            |            |            |            |  |  |        |               |        |        |        |        |        |
|  | 4                | CLM Talavera        | 4                | 5                | 4                |   | 4                 | CLM Talavera | 2          | 5          | –          |            |  |  |        |               |        |        |        |        |        |
|  |                  |                     |                  |                  |                  |   | 4                 | CLM Talavera | 2          | 5          | –          |            |  |  |        |               |        |        |        |        |        |
|  |                  | 1                   | Segovia          | 2                | 2                | – |                   |              |            |            |            |            |  |  |        |               |        |        |        |        |        |
|  | 8                | 1                   | Segovia          | 2                | 2                | – | Valencia          | 1            | 0          | –          |            |            |  |  |        |               |        |        |        |        |        |
|  | 8                |                     |                  |                  |                  |   | Valencia          | 1            | 0          | –          |            |            |  |  |        |               |        |        |        |        |        |
|  | 1                | Segovia             | 6                | 4                | –                |   |                   |              |            |            |            |            |  |  |        |               |        |        |        |        |        |

### Quarti di finale

#### Gara 1
| Arbitri: | Rafael Zurro Miguel Couso |

|                                                                       |           |                                                |
| Ferreira 15’, 28’ Cecilio 24’ Vicentín 31’ Duda 36’ Ja. Rodríguez 39’ | Marcatori | 14’ Herrero 23’, 38’ J. Linares 26’ C. Sánchez |

| Arbitri: | Manuel Cueto Javier Cruz |

|                               |           |                                                |
| Isco 14’ Aparicio 21’ Edu 39’ | Marcatori | 12’ J. García 15’ Lins 27’ Marín 33’ F. Torres |

| Arbitri: | Javier Forero Pedro Galán |

|                                            |           |                                                                             |
| Marcelo 3’, 16’, 22’, 36’ Serrano 38’, 38’ | Marcatori | 5’ Pato 15’ P. Sánchez 17’, 18’ Paulo Roberto 36’ Cupim 38’, 38’ Schatzmann |

| Arbitri: | Ramón Blanco Marcelino Blázquez |

|           |           |                                                    |
| Serra 11’ | Marcatori | 4’, 33’, 37’ Riquer 10’ Daniel 15’ Orol 18’ Aranda |

#### Gara 2
| Arbitri: | Francisco Villegas Enrique González |

|                                                          |           |                        |
| Franzoi 19’ Lorente 26’ J. Linares 35’, 37’ A. Silva 37’ | Marcatori | 16’, 18’ Ja. Rodríguez |

| Arbitri: | Salvador Vadillo Juan Molins |

|                                              |           |                  |
| Paulinho 4’, 11’ Cupim 33’ Paulo Roberto 39’ | Marcatori | 16’, 38’ Serrano |

| Arbitri: | Francisco Jesús Torres Luis Trujillo |

|                                                                  |           |                                                  |
| Cobeta 5’, 12’ J. García 8’ Limones 16’ F. Torres 26’ Edésio 39’ | Marcatori | 14’, 27’ Benítez 15’ Aparicio 19’, 34’, 35’ Inza |

| Arbitri: | Fernando Lara Blas Gómez |

|                                              |           |  |
| Aranda 14’ Daniel 26’ Adeva 30’ Del Pozo 39’ | Marcatori |  |

#### Gara 3
| Arbitri: | Rafael Zurro Miguel Couso |

|                                                |           |                                       |
| J. Linares 9’ C. Sánchez 12’, 38’ Á. Vidal 36’ | Marcatori | 33’ Cecilio 35’ Ja. Sánchez 39’ Santa |

### Semifinali

#### Gara 1
| Arbitri: | Manuel Cueto Javier Cruz |

|                      |           |                                          |
| Edésio 13’ Marín 30’ | Marcatori | 4’, 19’ Pato 14’ Schatzmann 30’ Paulinho |

| Arbitri: | Francisco Jesús Torres Luis Trujillo |

|                    |           |                         |
| J. Linares 3’, 36’ | Marcatori | 17’ Aranda 29’ C. Muñoz |

#### Gara 2
| Arbitri: | Juan Carlos Bolívar Rubira Antón |

|                                                                    |           |                                  |
| Pato 19’ Schatzmann 21’, 31’, 37’ P. Sánchez 32’ Paulo Roberto 38’ | Marcatori | 28’ Marín 37’ Edésio 38’ Borrell |

| Arbitri: | Salvador Vadillo Juan Molins |

|                       |           |                                                       |
| Jiménez 37’ Serpa 40’ | Marcatori | 1’ A. Silva 3’ Herrero 5’, 28’ J. Linares 9’ Á. Vidal |

### Finale

#### Gara 1
| Arbitri: | Manuel Cueto Javier Cruz |

|                                                               |           |  |
| Schatzmann 9’, 25’ P. Sánchez 36’ Paulo Roberto 37’ Cupim 37’ | Marcatori |  |

#### Gara 2
| Arbitri: | Francisco Jesús Torres Luis Trujillo |

|                                           |           |                          |
| Paulo Roberto 18’ Cupim 34’ Pato 35’, 36’ | Marcatori | 23’ Herrero 34’ Á. Vidal |

#### Gara 3
| Arbitri: | Salvador Vadillo Juan Molins |

|                                                            |           |                            |
| Lorente 22’ C. Sánchez 25’ J. Linares 26’, 36’ Franzoi 39’ | Marcatori | 15’ Pato 37’ Paulo Roberto |

#### Gara 4
| Arbitri: | Fernando Lara Blas Gómez |

|                                                   |           |                                               |
| A. Silva 1’, 24’, 39’ C. Sánchez 7’ J. Linares 9’ | Marcatori | 8’, 34’ Schatzmann 23’ Paulo Roberto 37’ Pato |

#### Gara 5
| Arbitri: | Javier Forero Pedro Galán |

|                                                 |           |                          |
| P. Sánchez 9’ Schatzmann 20’ Cupim 22’ Pato 36’ | Marcatori | 32’ A. Silva 35’ Lorente |

## Supercoppa di Spagna
L'8ª edizione della competizione ha opposto il CLM Talavera, vincitore del campionato, al Maspalomas, detentore della Coppa di Spagna. Il trofeo è stato assegnato tramite una gara unica disputata sul campo neutro di Segovia.
| Segovia 6 settembre 1997, ore 13:00 CEST | CLM Talavera | 4 – 3 referto | Maspalomas | Pabellón Pedro Delgado |